# Pachyplastis volana
Pachyplastis volana là một loài bướm đêm trong họ Noctuidae.